# Aplochlora pisochroa
Aplochlora pisochroa är en fjärilsart som beskrevs av Turner 1906. Aplochlora pisochroa ingår i släktet Aplochlora och familjen mätare. Inga underarter finns listade i Catalogue of Life.